# الكاميرون الفرنسية
تُعد الكاميرون الفرنسية منطقة انتداب لعصبة الأمم في وسط أفريقيا. تُعد الآن جزءًا من دولة الكاميرون المستقلة.

## خلفية تاريخية

### البدايات
أصبحت منطقة الكاميرون الحالية تحت السيادة الألمانية خلال حملة التدافع على أفريقيا في نهاية القرن التاسع عشر. بدأت الحماية الألمانية عام 1884 بمعاهدة مع الزعماء المحليين في منطقة دوالا، لا سيما ندومبي لوب بيل، ثم تمددت تدريجيًا إلى الداخل. في عام 1911، تنازلت فرنسا عن أجزاء من أراضيها إلى الكاميرون الألمانية، نتيجة لأزمة أغادير، إذ أصبحت المنطقة الجديدة تُعرف من ذلك الوقت باسم الكاميرون الجديدة. خلال الحرب العالمية الأولى، احتلت القوات البريطانية والفرنسية المحمية الألمانية، ثم نالت التكليف من قبل عصبة الأمم عام 1922. عُرف الانتداب البريطاني باسم الكاميرون البريطانية والانتداب الفرنسي باسم الكاميرون الفرنسية. بعد الحرب العالمية الثانية، أصبح كل إقليم من أقاليم الولاية إقليمًا تابعًا للأمم المتحدة. اندلع تمرد بقيادة روبن أم نيوبي واتحاد شعوب الكاميرون عام 1955، وقمعته بشدة الجمهورية الفرنسية الرابعة. أصبحت الكاميرون الفرنسية مستقلة وحملت اسم جمهورية الكاميرون في يناير 1960 وفي أكتوبر 1961 انضم إليها الجزء الجنوبي من الكاميرون البريطانية لتشكيل جمهورية الكاميرون الاتحادية. اختار الجزء الشمالي المسلم من الكاميرونيين البريطانيين الاتحاد مع نيجيريا في مايو من نفس العام. استمر الصراع مع اتحاد شعوب الكاميرون حتى سبعينيات القرن العشرين.

### فترة ما بين الحربين
بعد الحرب العالمية الأولى، لم تُدمج الكاميرون الفرنسية في أفريقيا الاستوائية الفرنسية، لكنها خضعت لمفوض الحكم الذاتي المستقل بموجب الانتداب الفرنسي. سنت فرنسا سياسة استيعابية بهدف نسيان الوجود الألماني السابق، من خلال تعليم اللغة الفرنسية في جميع الأراضي وفرض القانون الفرنسي، مع اتباع سياسات السكان الأصليين، والتي تتألف من إبقاء السيطرة على النظام القضائي والشرطة، في حين التساهل مع القضايا القانونية التقليدية. اتبعت الإدارة الاستعمارية أيضًا سياسات الصحة العامة (أجرى يوجين جاموت بعض الأبحاث حول مرض النوم) بالإضافة إلى تشجيع الفرانكفونية. وُجهت دعوة لتشارلز أتانغانا، الرئيس الأعلى المعين من قبل الألمان، وغيره من الزعماء المحليين إلى فرنسا، وعُين بول سوبو بريسو رئيسًا لاتحاد شباب الكاميرون الفرنسية. زار تشارلز أتانغانا معرض باريس الاستعماري لعام 1931 وحضر المؤتمر الاستعماري الفرنسي عام 1935. حرصت فرنسا على أن تخفي جميع بقايا الوجود الألماني وسعت للقضاء على أي أثر للجيرمانوفيليا (آثار الوجود الألماني). أصبحت العنصرية الفرنسية سائدة في جميع أنحاء المستعمرة بسرعة إلى حد ما، وتبع ذلك المشاعر المعادية للفرنسية وتعززت في أواخر الأربعينيات.

### الحرب العالمية الثانية
في عام 1940، وقفت الكاميرون الفرنسية إلى جانب فرنسا الحرة عندما هبط الجنرال فيليب لوكلير في دوالا، واستولى عليها في 27 أغسطس ثم انتقل إلى ياوندي، حيث أجبر حاكم فرنسا المؤيد لفيشي ريتشارد برونو على تسليم الإدارة المدنية للكاميرون الفرنسية.